# 张怀念
张怀念（1932年10月—2016年7月22日），男，湖北南漳人，中华人民共和国政治人物，曾任湖北省人民政府副省长，湖北省政协副主席、党组副书记。